# Црваньське озеро
Црваньське озеро (Улозьке озеро; серб. Црвањско језеро, босн. Uloško jezero) — природне озеро в общині Калиновик, у Республіці Сербській (Боснія і Герцеговина). Довжина озера близько 400 м, ширина — близько 200 м, найбільша глибина — до 25 м. Розташоване на горі Црвань на висоті 1058 м над рівнем моря.